# 钟声胡同
39°54′32″N 116°22′40″E / 39.9089695°N 116.3778861°E
钟声胡同，是位于北京市西城区中部的一条胡同。

## 简介
钟声胡同为南北走向，南到西长安街，北到兴隆街。全长320米，平均宽度5米。明朝弘治元年（1488年），百户（明代官名）王敏上奏明孝宗称：“京城之内，大街小巷不止一处，巡捕官兵，只有七百余名，未免巡历不周，一闻有盗，昏夜追赶，大街曲巷辄被藏匿……于小巷路口置立栅栏夜间关闭。”明孝宗乃传旨，在北京内城街巷的主要路口设栅栏，意在“谨防盗者，慎保平安”。此后短短数月，内城各街巷设木栅栏近百处，以防“流寇之盗”。该胡同南口在明朝时便设栅栏，所以该胡同得名栅栏胡同。清朝时，因旧栅栏已破旧，乃更换为一个高大的铁栅栏，胡同也改称“大栅栏”。1959年，在钟声胡同南端以东不远处兴建北京电报大楼，因大楼上设有报时钟楼，1965年北京市整顿地名时乃将该胡同改称钟声胡同。